# Univerza v Oxfordu
Univerza v Oxfordu je javna kolegialna raziskovalna univerza v Oxfordu v Angliji. Obstajajo dokazi poučevanja na univerzi že leta 1096, zaradi česar je obravnavana kot najstarejša univerza v angleško govorečem svetu in druga najstarejša neprekinjeno delujoča univerza na svetu. Zlasti hitro je rasla od leta 1167, ko je Henrik II. Angleški angleškim študentom prepovedal obiskovanje Univerze v Parizu. Po sporih med študenti in meščani Oxforda leta 1209 so nekateri izmed akademikov pobegnili severovzhodno v Cambridge, kjer so ustanovili Univerzo v Cambridgeu. Ti dve angleški starodavni univerzi imata veliko skupnih značilnosti in se skupaj imenujeta Oxbridge.
Univerzo v Oxfordu sestavlja devetintrideset polavtonomnih sestavnih kolegijev, štiri stalne zasebne učne ustanove in vrsta akademskih oddelkov, ki so organizirani v štiri divizije. Vsak kolegij je v okviru univerze smatran kot samoupravna ustanova, ki sam nadzoruje svoje članstvo in ima svojo lastno notranjo strukturo in dejavnosti. Vsak študent je član kolegija. Tradicionalno je vsak izmed sestavnih kolegijev v Oxfordu tudi povezan z vsaj enim sestavnim kolegijem Univerze v Cambridgeu ter izjemoma tudi s Trinity College v Dublinu. Univerza v Oxfordu nima glavnega kampusa, temveč so njene stavbe in objekti razpršeni po središču mesta. Dodiplomsko poučevanje na Oxfordu obsega predavanja, vaje v majhnih skupinah organizirane znotraj kolegijev ali zasebnih ustanov, občasno vaje organizirane osredno s strani univerzitetnih fakultet in oddelkov, seminarje in laboratorijsko delo. Podiplomsko poučevanje poteka pretežno centralizirano.
Oxford upravlja Ashmolov muzej, najstarejši univerzitetni muzej na svetu; Oxford University Press, največji univerzitetni tisk na svetu; in največji akademski knjižnični sistem v državi. V proračunskem letu, ki se je končalo 31. julija 2023, je imela univerza skupni konsolidirani dohodek v višini 2,92 milijarde funtov, od tega 789 milijonov funtov v nepovratnih raziskovalnih sredstvih in pogodbah.
Oxford je izobrazil široko paleto uglednih alumnov, vključno s 30 predsedniki vlad Združenega kraljestva ter številnimi voditelji držav in vlad po vsem svetu. Do Oktobra 2022 se je na univerzo vpisalo, na njej delalo ali gostovalo 73 dobitnikov Nobelove nagrade, 4 dobitniki Fieldsove medalje in 6 dobitnikov Turingove nagrade, njeni alumni pa so osvojili 160 olimpijskih medalj. Oxford je dom številnih štipendij, vključno s štipendijo Rhodes, enim izmed najstarejših mednarodnih podiplomskih štipendijskih programov.

## Zgodovina

### Ustanovitev
Datum ustanovitve Univerze v Oxfordu ni znan. Znano je, da je poučevanje na Oxfordu v neki obliki obstajalo že leta 1096, vendar ni jasno, kdaj je univerza nastala. Učenjak Theobald iz Étampesa je predaval na Oxfordu v začetku 11. stoletja.
Hitro je raslo od leta 1167, ko so se angleški študenti vrnili s pariške univerze. Zgodovinar Gerald Walesski je predaval takšnim učenjakom leta 1188, prvi znani tuji učenjak, Emo iz Frizije, pa je prišel leta 1190. Vodja univerze je imel naziv kancler vsaj od leta 1201, mojstri pa so bili priznani kot universitas ali korporacija leta 1231. Univerza je dobila kraljevo listino leta 1248 med vladavino kralja Henrika III.
Po sporih med študenti in meščani Oxforda leta 1209 so nekateri akademiki pobegnili pred nasiljem v Cambridge, kjer so kasneje ustanovili Univerzo v Cambridgeu.
Dijaki so se povezovali na podlagi geografskega izvora v dva 'naroda', ki sta predstavljala sever (severnjaki ali Boreales, ki so vključevali Angleže s severa reke Trent in Škote) in jug (južnjake ali Avstralce, ki so vključevali Angleže južno od Trenta, Irce in Valižane). V kasnejših stoletjih je geografsko poreklo še naprej vplivalo na pripadnost mnogih študentov, ko je članstvo v kolidžu ali zasebni šoli postalo običajno v Oxfordu. Poleg tega so se člani številnih verskih redov, vključno z dominikanci, frančiškani, karmeličani in avguštinci, sredi 13. stoletja naselili v Oxfordu, pridobili vpliv in vzdrževali hiše za študente. Približno v istem času so zasebni dobrotniki ustanovili visoke šole kot samostojne znanstvene skupnosti. Med prvimi takimi ustanovitelji sta bila William iz Durhama, ki je leta 1249 obdaril University College in John Balliol, oče bodočega škotskega kralja; Balliol College nosi njegovo ime. Drugi ustanovitelj, Walter de Merton, lord kancler Anglije in pozneje škof Rochestra, je oblikoval vrsto predpisov za študentsko življenje; Merton College je tako postal model za takšne ustanove tudi v Oxfordu kot na Univerzi v Cambridgeu. Od takrat je vse več študentov živelo na fakultetah namesto v domovih in verskih hišah.
Leta 1333–1334 je poskus nekaterih nezadovoljnih oxfordskih učenjakov, da bi ustanovili novo univerzo v Stamfordu v Lincolnshiru, preprečili univerzi v Oxfordu in Cambridgeu, ki sta vložili peticijo kralju Edvardu III. Nato do leta 1820 ni bilo dovoljeno ustanavljati novih univerz v Angliji, niti v Londonu; tako sta imela Oxford in Cambridge duopol, kar je bilo neobičajno v velikih zahodnoevropskih državah.

### Obdobje renesanse
Novo učenje renesanse je močno vplivalo na Oxford od poznega 15. stoletja naprej. Med univerzitetnimi učenjaki tistega obdobja sta bila William Grocyn, ki je prispeval k oživitvi študija grškega jezika in John Colet, znani bibličar.
Z angleško reformacijo in prekinitvijo občestva z Rimskokatoliško cerkvijo so odklonilni učenjaki iz Oxforda pobegnili v celinsko Evropo in se nastanili zlasti na Univerzi v Douaiju, Francija. Metoda poučevanja na Oxfordu se je preoblikovala iz srednjeveške šolske metode v renesančno izobraževanje, čeprav so ustanove, povezane z univerzo, utrpele izgubo zemlje in prihodkov. Ugled Oxforda kot središča učenja je v dobi razsvetljenstva upadel; število vpisov je padlo in poučevanje je bilo zanemarjeno.
Leta 1636 je William Laud, kancler in nadškof Canterburyja, kodificiral statut univerze. Ti so v veliki meri ostali njeni upravni predpisi do sredine 19. stoletja. Laud je bil odgovoren tudi za podelitev listine, ki je zagotavljala privilegije univerzitetni založbi in pomembno prispeval k Bodleianovi knjižnici, glavni knjižnici univerze. Od začetkov anglikanske cerkve kot uveljavljene cerkve do leta 1866 je bilo članstvo v cerkvi pogoj za pridobitev diplome na univerzi, 'disidentom' pa je bilo dovoljeno pridobiti magistrski študij šele leta 1871.
Univerza je bila središče rojalistične stranke med angleško državljansko vojno (1642–1649), medtem ko je mesto podpiralo nasprotno parlamentarno stvar.
Wadham College, ustanovljen leta 1610, je bil dodiplomski kolidž sira Christopherja Wrena.
Wren je bil del sijajne skupine eksperimentalnih znanstvenikov v Oxfordu v 1650-ih, Oxfordskega filozofskega kluba, ki sta vključevala Roberta Boyla in Roberta Hooka. Ta skupina, ki je bila včasih povezana z Boyleovim "Nevidnim kolidžom", je imela redne sestanke v Wadhamu pod vodstvom upravnika kolidža, Johna Wilkinsa in skupina je oblikovala jedro, ki je nato ustanovilo Kraljevo družbo.

## Zgradbe in mesta

### Glavna mesta
Univerza je 'mestna univerza', saj nima glavnega kampusa; namesto tega so fakultete, oddelki, bivališča in drugi objekti razpršeni po mestu. Znanstveno območje, v katerem je večina znanstvenih oddelkov, je območje, ki je najbolj podobno kampusu. Observatorij Radcliffe v severozahodnem delu mesta je trenutno v razvoju.
Ikonične univerzitetne stavbe vključujejo Radcliffe Camera, Sheldonian Theatre, ki se uporablja za glasbene koncerte, predavanja in univerzitetne slovesnosti, ter Examination Schools, kjer potekajo izpiti in nekatera predavanja. Univerzitetna cerkev sv. Marije Device je bila pred gradnjo Sheldoniana uporabljena za univerzitetne slovesnosti.
V letih 2012–2013 je univerza zgradila kontroverzni en hektar (400 m × 25 m) grad Castle Mill s 4–5-nadstropnimi bloki študentskih stanovanj, ki gledajo na Cripley Meadow in zgodovinski Port Meadow ter zapirajo pogled na stolpe v mestu center. Razvoj so primerjali z gradnjo »nebotičnika poleg Stonehengea«.

### Parki
Univerzitetni parki so 28 ha veliko parkovno območje na severovzhodu mesta, blizu Keble College, Somerville College in Lady Margaret Hall. Za javnost so odprt podnevi.
Botanični vrt na ulici High Street je najstarejši botanični vrt v Veliki Britaniji. Vsebuje preko 8000 različnih rastlinskih vrst na 1,8 ha. Je ena najbolj raznolikih, a kompaktnih velikih zbirk rastlin na svetu in vključuje predstavnike več kot 90 % družin višjih rastlin. Arboretum Harcourt je 53 ha območje 9,7 km južno od mesta, ki vključuje avtohtone gozdove in 27 hektarjev travnikov, 4,0 km² Wytham Woods je v lasti univerze in se uporablja za raziskave v zoologiji in podnebnih spremembah.
Obstajajo tudi različni odprti prostori v lasti fakultet, odprti za javnost, vključno z Bagley Woodom in predvsem Christ Church Meadow.

## Organizacija
Visoke šole organizirajo vaje za svoje dodiplomske študente, člani akademskega oddelka pa so razpršeni po številnih fakultetah. Čeprav imajo nekatere fakultete predmetno usklajenost (npr. Nuffield College kot središče družbenih ved), so to izjeme in večina fakultet bo imela široko mešanico akademikov in študentov iz različnih predmetov. Zmogljivosti, kot so knjižnice, so na voljo na vseh teh ravneh: osrednja univerza (Bodleian), oddelki (knjižnice posameznih oddelkov, kot je knjižnica angleške fakultete) in fakultete (od katerih vsaka vzdržuje večdisciplinarno knjižnico za uporabo svojih članov).

### Centralno upravljanje
Uradni vodja univerze je kancler, trenutno lord Patten iz Barnesa, čeprav je, tako kot na večini britanskih univerz, kancler titularna osebnost in ni vpleten v vsakodnevno vodenje univerze. Kanclerja izvolijo člani konvokacije, telesa, ki ga sestavljajo vsi diplomanti univerze, in opravlja funkcijo do smrti.
Podkanclerka, trenutno Irene Tracey, je de facto vodja univerze. Pet prorektorjev ima posebne odgovornosti za izobraževanje, raziskovanje, načrtovanje in vire, razvoj in zunanje zadeve ter kadre in enake možnosti.
Dva univerzitetna proktorja, ki ju vsako leto po rotaciji izvolita s poljubnih dveh kolegijev, sta notranja varuha človekovih pravic, ki skrbita, da univerza in njene članice spoštujejo statut. Ta vloga vključuje disciplino študentov in pritožbe ter nadzor nad postopki univerze. Profesorji univerze se skupaj imenujejo statutarni profesorji Univerze v Oxfordu. Posebej so vplivni pri izvajanju univerzitetnih podiplomskih programov. Primera zakonitih profesorjev sta Chichele Professorships in Drummond Professor of Political Economy.
Univerza v Oxfordu je samo »javna univerza« v smislu, da prejema nekaj javnega denarja od vlade, vendar je »zasebna univerza« v smislu, da je v celoti samoupravna in bi se teoretično lahko odločila za postala popolnoma zasebna z zavrnitvijo javnih sredstev.

### Kolidži
Da bi bili člani univerze, morajo biti vsi študenti in večina akademskega osebja tudi člani fakultete ali zbornice. Univerza v Oxfordu ima devetintrideset kolidžev (fakultet) in štiri stalne zasebne šole (PPH), od katerih vsaka nadzoruje svoje članstvo ter ima svojo notranjo strukturo in dejavnosti. Vse fakultete ne ponujajo vseh tečajev, vendar na splošno pokrivajo širok spekter tem.
Visoke šole so:
- All Souls College, Oxford
- Balliol College, Oxford
- Brasenose College, Oxford
- Christ Church, Oxford
- Corpus Christi College, Oxford
- Exeter College, Oxford
- Green Templeton College, Oxford
- Harris Manchester College, Oxford
- Hertford College, Oxford
- Jesus College, Oxford
- Keble College, Oxford
- Kellogg College, Oxford
- Lady Margaret Hall, Oxford
- Linacre College, Oxford
- Lincoln College, Oxford
- Magdalen College, Oxford
- Mansfield College, Oxford
- Merton College, Oxford
- New College, Oxford
- Nuffield College, Oxford
- Oriel College, Oxford
- Pembroke College, Oxford
- The Queen's College, Oxford
- Reuben College, Oxford
- St Anne's College, Oxford
- St Antony's College, Oxford
- St Catherine's College, Oxford
- St Cross College, Oxford
- St Edmund Hall, Oxford
- St Hilda's College, Oxford
- St Hugh's College, Oxford
- St John's College, Oxford
- St Peter's College, Oxford
- Somerville College, Oxford
- Trinity College, Oxford
- University College, Oxford
- Wadham College, Oxford
- Wolfson College, Oxford
- Worcester College, Oxford

Stalne zasebne šole so ustanovile različne krščanske veroizpovedi. Ena razlika med fakulteto in PPH je v tem, da medtem ko fakultete vodijo štipendisti fakultete, je upravljanje PPH vsaj delno v pristojnosti ustrezne krščanske veroizpovedi. Štiri trenutni PPH so:
- Blackfriars Hall, Oxford
- Campion Hall, Oxford
- Regent's Park College, Oxford
- Wycliffe Hall, Oxford

Člani kolegijev, ki poučujejo (tj. štipendisti in tutorji), so skupno in splošno znani kot doni, čeprav univerza sama ta izraz redko uporablja. Poleg stanovanj in jedilnic šole svojim članom zagotavljajo družabne, kulturne in rekreacijske dejavnosti. Visoke šole so odgovorne za sprejem dodiplomskih študentov in organizacijo njihovega šolanja; za diplomante je ta odgovornost na oddelkih.